# Гејтерсбург (Мериленд)
Гејтерсбург (енгл. Gaithersburg) град је у америчкој савезној држави Мериленд.

## Демографија
По попису из 2010. године број становника је 59.933, што је 7.32 (13,9%) становника више него 2000. године.
| Група             | 2000.          | 2010.          |
| Белци             | 25.818 (49,1%) | 23.961 (40,0%) |
| Афроамериканци    | 7.680 (14,6%)  | 9.752 (16,3%)  |
| Азијати           | 7.241 (13,8%)  | 10.145 (16,9%) |
| Хиспаноамериканци | 10.398 (19,8%) | 14.499 (24,2%) |
| Укупно            | 52.613         | 59.933         |